# Erik Jöransson Tegel

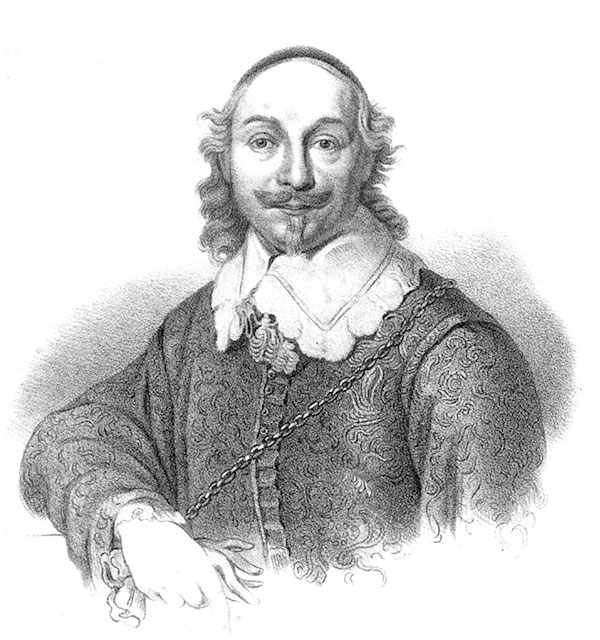
Erik Jöransson Tegel
Litografi av Johan Henric Strömer.

Erik Jöransson Tegel, född 1563, död 12 februari 1636, var en svensk ämbetsman och historiker. 

## Biografi
Erik Jöransson Tegel var son till Jöran Persson och Anna Andersdotter och återtog faderns förlorade adelsnamn när han skrevs in på riddarhuset 1627. Hertig Karl, som tog hand om familjen efter Jöran Perssons avrättning, bekostade hans universitetsstudier i Tyskland. På
1580-talet var han åter i Sverige. Till en början användes han i underordnade värv, såsom spion eller fiskal, häradshövding i Olands härad i Uppland, däruti konfirmerad 1594. Hertig Karls sekreterare 1598. Uppträdde vid Linköpings riksdag år 1600 då och då som aktör vid rättegången med rådsherrarna och officierade vid avrättningen som "rättegångshärold". 1610 biträdande kammarråd.
Han fick vidare av Karl IX uppdraget att skriva ett verk om Gustav Vasa, dennes historia. Arbetet granskades av Karl IX själv, som vidtog åtskilliga ändringar och uteslutningar, men Tegels ursprungliga manuskript förvaras i kungliga biblioteket. Arbetet utkom först 1622 under titeln Then stormechtighe, höghborne furstes och christelige herres her Gustaffs, fordom Sveriges konungs historia. I texten citeras och refereras mängder av dokument från det kungliga kansliet som senare gått förlorade.
Gustaf II Adolf uppges inte ha kunnat tåla honom; inte desto mindre fick han 1626 donationsbrev på ett par gårdar och en häradsränta för "långlig, flitig och trogen tjänst". 1627 fick han bekräftelse på faderns adelskap och introducerades på Riddarhuset.
År 1626 erhöll Erik Tegel de tre hemmanen i Rissne by i dåvarande Spånga socken i den nuvarande stadsdelen Bromsten. I Bromsten döptes år 1950 en väg till Erik Tegels Väg efter historieskrivaren Erik Jöransson Tegel. Denna väg leder fram mot Rissne forna ägor och hette före inkorporeringen Parkvägen. Gården omtalades i tidiga medeltida dokument. Området vid Rissne by beboddes redan under medeltiden. Det var då landsbygd och bestod av Rissne gård, torp, skog och åkermark.  
Erik Tegel skrev sig till gårdarna Huvudsta och Alby i Solna socken, Grundvik på Södra Ljusterö och som tidigare tillhörde Värmdö skeppslag i Värmdö socken, Kallhäll i Järfälla socken och Sollentunaholm i Sollentuna socken. Erik Jöransson Tegel innehade Kallhäll redan vid 1610-talets början. År 1606 förlänades han Södra Ljusterö. Tegel uppbar skatt från alla Södra Ljusterös gårdar, med undantag för Hummelmora gård på Ljusterö och som var säteri fram till 1795, och för Edö, en ö som ligger mellan Södra Ljusterö och Äpplarö i Stockholms skärgård.